# The Boss Baby: Back in Business
The Boss Baby: Back in Business (Brasil: O Chefinho: De Volta aos Negócios / Portugal: The Boss Baby: Volta a Bombar) é uma série de televisão americana animada por computador e produzida pela DreamWorks Animation. A série é um spin-off do filme The Boss Baby, vagamente baseado no livro de mesmo nome de Marla Frazee. A série foi lançada na Netflix em 6 de abril de 2018. JP Karliak dubla o personagem-título, substituindo Alec Baldwin; apenas Eric Bell Jr. reprisou seu papel no filme, retornando como The Triplets, enquanto Pierce Gagnon substitui Miles Bakshi como Tim Templeton. A quarta temporada estreou em 17 de novembro de 2020.

## Premissa
Após o filme, a série seguirá o Chefinho e seu irmão mais velho Tim, enquanto navegam pelo mundo da BabyCorp.

## Elenco
- JP Karliak como Theodore Lindsay "Ted" Templeton Jr./Chefinho
- Pierce Gagnon como Timothy Leslie "Tim" Templeton
- David W. Collins como Ted Templeton Sr.
- Hope Levy como Janice Templeton
- Kevin Michael Richardson como Jimbo
- Alex Cazares como Staci
- Eric Bell Jr. como Os Trigêmeos
- Flula Borg como Mega Fat CEO Baby
- Jake Green como Bootsy Kalico
- David Lodge como Magnus
- Brandon Scott como Manager Baby Hendershot
- Kari Wahlgren como Marsha Krinkle

## Episódios
| Temporada | Temporada | Episódios | Episódios | Originalmente lançado  |                       |
| --------- | --------- | --------- | --------- | ---------------------- | --------------------- |
|           | 1         | 13        | 13        | 6 de abril de 2018     |                       |
|           | 2         | 13        | 13        | 12 de outubro de 2018  |                       |
|           | 3         | 11        | 11        | 16 de março de 2020    |                       |
|           | Especial  | Especial  | Especial  | 1 de setembro de 2020  | 1 de setembro de 2020 |
|           | 4         | 12        | 12        | 17 de novembro de 2020 |                       |

### 1.ª Temporada (2018)
| N.º | Título                                                   | Dirigido por                   | Escrito por                          | Storyboard por                                                                            | Lançamento         |
| --- | -------------------------------------------------------- | ------------------------------ | ------------------------------------ | ----------------------------------------------------------------------------------------- | ------------------ |
| 1 | "Scooter Buskie"                                         | Matt Engstrom                  | Brandon Sawyer                       | Scott Cooper, Steve Cooper & Christo Stamboliev                                           | 6 de abril de 2018 |
| O "pior bebê do mundo" está aterrorizando a vizinhança. Será que o Chefinho e sua equipe vão conseguir resolver a situação?                                  |                                                          |                                |                                      |                                                                                           |                    |
| 2 | "Gato no Berço"                                          | Pete Jacobs                    | Brandon Sawyer                       | Mandy Clotworthy, Steve Cooper & Ben McLaughlin                                           | 6 de abril de 2018 |
| Quando os Templetons acolhem um gatinho da rua, a competição por fofura extrapola todos os limites.                                                          |                                                          |                                |                                      |                                                                                           |                    |
| 3 | "Noite em Família"                                       | Matt Engstrom & Allan Jacobsen | JD Ryznar                            | Zeus Cervas, Scott Cooper, Glenn Harmon, Brian Hatfield, Trevor Tamboline & Kenji Ono     | 6 de abril de 2018 |
| Um novo restaurante no pedaço transforma a adorada noite de diversão dos Templetons em uma grande confusão!                                                  |                                                          |                                |                                      |                                                                                           |                    |
| 4 | "Fórmula do Perigo: Um Mistério para Dekker Pés-Na-Lua"  | Allan Jacobsen                 | Sam Cherington                       | Scott Cooper, Kenji Ono, Greg Leysens & Paul Scarlata                                     | 6 de abril de 2018 |
| O detetive espacial Dekker Pés-na-Lua entra em ação para resolver um mistério na Baby Corp, e tudo indica que alguém de dentro está envolvido.               |                                                          |                                |                                      |                                                                                           |                    |
| 5 | "Máquina Monstro"                                        | Pete Jacobs                    | Alexandra Decas & Melanie Kirschbaum | Mandy Clothworthy & Ben McLaughlin                                                        | 6 de abril de 2018 |
| A equipe inscreve Jimbo em um conceituado concurso para garantir que o campeão seja alguém em quem a Baby Corp possa confiar.                                |                                                          |                                |                                      |                                                                                           |                    |
| 6 | "Uma Situação Constipada"                                | Christo Stamboliev             | Sam Cherington                       | Ian Abando, Wolf-Rüdiger Bloss, Paul Cohen, Fred Gonzales, Howard Perry & Rossen Varbanov | 6 de abril de 2018 |
| Quando uma prisão de ventre deixa o Chefinho "preso" em casa, Tim é escalado para salvar o dia.                                                              |                                                          |                                |                                      |                                                                                           |                    |
| 7 | "A Babá Chefona"                                         | Allan Jacobsen                 | Alexandra Decas & Melanie Kirschbaum | Clayton Christman, Brian Hatfield & Arielle Rosenstein                                    | 6 de abril de 2018 |
| Os irmãos ficam em casa sozinhos com uma babá e o Chefinho faz de tudo para que ela se dê mal. Ele só não contava com Tim para arruinar seus planos...       |                                                          |                                |                                      |                                                                                           |                    |
| 8 | "Entrando na Barriga do Covil da Casa do Ninho de Gatos" | Pete Jacobs                    | Alexandra Decas & Melanie Kirschbaum | Jerome Co & Ben McLaughlin                                                                | 6 de abril de 2018 |
| Enquanto Tim trabalha para ajudar a vizinhança, Staci e o Chefinho partem em uma missão secreta para resgatar Jimbo de uma casa repleta de gatos.            |                                                          |                                |                                      |                                                                                           |                    |
| 9 | "Dia Espiritual"                                         | Christo Stamboliev             | Sam Cherington                       | Wolf-Rüdiger Bloss & Fred Gonzales                                                        | 6 de abril de 2018 |
| A equipe se une para impedir que o Bebê Mega Presidente vença uma competição completamente armada. Afinal, ninguém gosta de malvados trapaceiros.            |                                                          |                                |                                      |                                                                                           |                    |
| 10 | "Via Aérea"                                              | Christo Stamboliev             | Brandon Sawyer                       | Paul Cunningham, Fred Gonzales, Brian Hatfield & Jon Magram                               | 6 de abril de 2018 |
| Viajar de graça para Paris parecia uma ideia maravilhosa. Mas ao se deparar com um avião lotado de bebês, Tim percebe que tudo tem seu preço.                |                                                          |                                |                                      |                                                                                           |                    |
| 11 | "Gata da Lei!"                                           | Pete Jacobs                    | JD Ryznar                            | Mandy Clotworthy & Ben McLaughlin                                                         | 6 de abril de 2018 |
| O destino dos Templetons se cruza com o da Gata da Lei, uma policial com relações com o ardiloso vilão Bootsy Calico. Tim vira craque na arte da negociação. |                                                          |                                |                                      |                                                                                           |                    |
| 12 | "Segura Firme, Bebê"                                     | Allan Jacobsen                 | JD Ryznar                            | Paul Cunningham & Arielle Rosenstein                                                      | 6 de abril de 2018 |
| Após uma missão de resgate para salvar o Chefinho, o bem-comportado Tim se torna o audacioso Tim Templeton Sem Amarras.                                      |                                                          |                                |                                      |                                                                                           |                    |
| 13 | "Seis Gatinhos Bem Posicionados"                         | Christo Stamboliev             | Brandon Sawyer                       | Wolf-Rüdiger Bloss & Fred Gonzales                                                        | 6 de abril de 2018 |
| Com o plano de Bootsy Calico a todo vapor, o Chefinho convoca seus funcionários para derrotar o vilão e salvar a cidade.                                     |                                                          |                                |                                      |                                                                                           |                    |

### 2.ª Temporada (2018)
| N.º | Título                               | Dirigido por       | Escrito por                          | Storyboard por                                | Lançamento            |
| --- | ------------------------------------ | ------------------ | ------------------------------------ | --------------------------------------------- | --------------------- |
| 1 | "Quando se Trocam as Fraldas"        | Pete Jacobs        | Sam Cherington                       | Jerome Co & Ben McLaughlin                    | 12 de outubro de 2018 |
| A nova presidente da Baby Corp envia o Chefinho em uma missão importante. E quando a avó de Tim se muda para a casa dele, os irmãos precisam dividir o quarto.         |                                      |                    |                                      |                                               |                       |
| 2 | "Corporação Crianças Super Legais"   | Allan Jacobsen     | Alexandra Decas & Melanie Kirschbaum | Paul Cunningham, Brian Hatfield, & Rob Porter | 12 de outubro de 2018 |
| Depois de declarar guerra aos velhinhos, o Chefinho concentra os esforços da equipe em Frederic Estes. Tim começa seu próprio negócio.                                 |                                      |                    |                                      |                                               |                       |
| 3 | "Fedorência"                         | Christo Stamboliev | JD Ryznar                            | Fred Gonzales & Wolf-Rüdiger Bloss            | 12 de outubro de 2018 |
| Quando uma cientista da Baby Corp transforma um desfedorante em uma substância fedorenta, o Chefinho precisa da ajuda de Tim para refrescar o ambiente.                |                                      |                    |                                      |                                               |                       |
| 4 | "Seja Bonzinho, Bebê"                | Pete Jacobs        | Brandon Sawyer                       | Jerome Co & Ben McLaughlin                    | 12 de outubro de 2018 |
| Um passeio inocente até a biblioteca para ouvir uma historinha infantil dá início a uma guerra entre os bebês e a Associação dos Anciões de Frederic Estes.            |                                      |                    |                                      |                                               |                       |
| 5 | "A Noite do Saponstro"               | Allan Jacobsen     | Sam Cherington                       | Paul Cunningham & Brian Hatfield              | 12 de outubro de 2018 |
| Em uma noite de tempestade, Tim e o Chefinho preparam armadilhas para duas ameaças bem diferentes: um monstro mítico e um agente da Puppyco. chamado Pulga, o pug.     |                                      |                    |                                      |                                               |                       |
| 6 | "Dia de Fugitivo"                    | Christo Stamboliev | Brandon Sawyer                       | Wolf-Rüdiger Bloss & Fred Gonzales            | 12 de outubro de 2018 |
| Depois de ser incriminado pelo vazamento da Puppyco., o Chefinho foge e fica cara a cara com um velho rival corporativo.                                               |                                      |                    |                                      |                                               |                       |
| 7 | "El Apasionado Negocio de la Niñera" | Pete Jacobs        | Alexandra Decas & Melanie Kirschbaum | Jerome Co & Ben McLaughlin                    | 12 de outubro de 2018 |
| Quando Frederic Estes e os amigos monopolizam os talentos de Marisol, o Chefinho e Tim se unem para recuperar a babá.                                                  |                                      |                    |                                      |                                               |                       |
| 8 | "Coisinhafofa"                       | Allan Jacobsen     | Megan Atkinson                       | Paul Cunningham & Brian Hatfield              | 12 de outubro de 2018 |
| A Associação dos Anciãos inunda o mercado com um novo brinquedo fofinho e irresistível que deixa os bebês bobos -- até demais.                                         |                                      |                    |                                      |                                               |                       |
| 9 | "Problema Número Um"                 | Pete Jacobs        | JD Ryznar                            | Ben McLaughlin & Steve Trenbirth              | 12 de outubro de 2018 |
| A estratégia da Gigi de treinamento para ir ao troninho leva o Chefinho a andar por aí peladão. Mas Tim não aguenta tanta nudez.                                       |                                      |                    |                                      |                                               |                       |
| 10 | "Foto Perfeita"                      | Christo Stamboliev | Sam Cherington                       | Fred Gonzales & Wolf-Rüdiger Bloss            | 12 de outubro de 2018 |
| Quando os homens da família Templeton saem num "Fim de Semana de Amigos", Staci e Jimbo se unem para devolver um cobertor ao verdadeiro dono.                          |                                      |                    |                                      |                                               |                       |
| 11 | "Toca de novo, Tim"                  | Allan Jacobsen     | Alexandra Decas & Melanie Kirschbaum | Paul Cunningham & Brian Hatfield              | 12 de outubro de 2018 |
| Os pais de Tim botam ele na aula de piano durante o resto do verão. Mas o Chefinho desconfia que as "aulas" de Tim fazem parte de uma trama armada por Frederic Estes. |                                      |                    |                                      |                                               |                       |
| 12 | "Pesquisa e Desenvolvimento"         | Pete Jacobs        | Sam Cherington                       | Ben McLaughlin & Steve Trenbirth              | 12 de outubro de 2018 |
| Com o desfedorante da Baby Corp nas mãos dos inimigos, a Bebê Presidente Estrelinha de Gola Alta lança um desafio para receber uma nova fórmula até as 5 da tarde.     |                                      |                    |                                      |                                               |                       |
| 13 | "Rugas e Odores"                     | Christo Stamboliev | JD Ryznar                            | Wolf-Rüdiger Bloss & Fred Gonzales            | 12 de outubro de 2018 |
| Com a descoberta de Tim, um Chefinho recém-promovido aproveita a oportunidade de mostrar à equipe que é um verdadeiro líder.                                           |                                      |                    |                                      |                                               |                       |

### 3.ª Temporada (2020)
| N.º | Título                            | Dirigido por  | Escrito por                       | Storyboard por                                   | Lançamento          |
| --- | --------------------------------- | ------------- | --------------------------------- | ------------------------------------------------ | ------------------- |
| 1 | "Bossa nova"                      | Dan Forgione  | Brandon Sawyer                    | Matt Engstrom, Dan Forgione & Christo Stamboliev | 16 de março de 2020 |
| Demitido e desorientado, Chefinho vai a um grupo de brincar, formado por papais, mamães e bebês. Mas ele não é o único recém-chegado.                                   |                                   |               |                                   |                                                  |                     |
| 2 | "Trabalho no museu"               | Matt Whitlock | Tanner Tananbaum                  | Fred Gonzales, Whitney Martin & Matt Whitlock    | 16 de março de 2020 |
| Uma longa fila de espera no banheiro do museu está mandando para o ralo o amor pelos bebês. Será que a equipe conseguirá desocupar o troninho para resolver a situação? |                                   |               |                                   |                                                  |                     |
| 3 | "Ga ba goo ba ga (O balbuciador)" | Pete Jacobs   | JD Ryznar                         | Federico Ferrari, Darwin Tan & Pete Yong         | 16 de março de 2020 |
| O Chefinho ajuda Tim a vender revistas para arrecadar recursos para a escola. Um misterioso encantador de bebês está desfazendo o grupo de brincar. Por que será?       |                                   |               |                                   |                                                  |                     |
| 4 | "O golpe do cô chi"               | Dan Forgione  | Sarah Katin & Nakia Trower Shuman | Paul Cunningham, Jason Dorf & Dylan Holden       | 16 de março de 2020 |
| Tudo pronto para a sabotagem corporativa: Staci envia o Chefinho em uma missão secreta para acabar com a mais nova líder da Baby Corp.                                  |                                   |               |                                   |                                                  |                     |
| 5 | "Luz, câmera, organograma!"       | Pete Jacobs   | Tanner Tananbaum                  | Federico Ferrari, Darwin Tan & Gener Ocampo      | 16 de março de 2020 |
| Scooter Buskie, o bebê rebelde, sai na capa do catálogo da Bebê-Fácil e sacode as estruturas do grupo de brincar (e de todo o mundo dos bebês).                         |                                   |               |                                   |                                                  |                     |
| 6 | "A grande chance"                 | Matt Whitlock | Brandon Sawyer                    | Lynell Forestall, Fred Gonzales & Whitney Martin | 16 de março de 2020 |
| Com o pulso quebrado, o Chefinho é atendido por um médico que se acha comediante. O lápis da sorte de Tim é amaldiçoado.                                                |                                   |               |                                   |                                                  |                     |
| 7 | "A fuga da casa da Krinkle"       | Dan Forgione  | JD Ryznar                         | Paul Cunningham, Jason Dorf & Dylan Holden       | 16 de março de 2020 |
| O Chefinho precisa fugir de um quarto de brinquedo high-tech da Bebê-Fácil para fazer uma entrevista na Baby Corp. Será que os bebês conseguirão ajudá-lo a escapar?    |                                   |               |                                   |                                                  |                     |
| 8 | "Festa dos cãezinhos"             | Pete Jacobs   | Tanner Tananbaum                  | Federico Ferrari, Darwin Tan & Gener Ocampo      | 16 de março de 2020 |
| No parque, o Chefinho encara uma briga com seu velho inimigo da Puppy Co: Pulga, o Pug. O perdedor terá de usar a Coleira da Vergonha.                                  |                                   |               |                                   |                                                  |                     |
| 9 | "O bebê mega"                     | Matt Whitlock | JD Ryznar                         | Lynell Forestall, Fred Gonzales & Whitney Martin | 16 de março de 2020 |
| Um episódio em flashback revela o que aconteceu com Bebê Mega desde que foi despedido da Baby Corp até ser adotado por uma jornalista famosa.                           |                                   |               |                                   |                                                  |                     |
| 10 | "Dia das Bruxas"                  | Matt Whitlock | Sarah Katin & Nakia Trower Shuman | Lynell Forestall, Fred Gonzales & Whitney Martin | 16 de março de 2020 |
| O Dia das Bruxas é o disfarce perfeito para que o Chefinho e sua equipe fantasiada invadam o inimigo. Mas Staci tem outros planos.                                      |                                   |               |                                   |                                                  |                     |
| 11 | "Quem é um bebê bonzinho?"        | Dan Forgione  | Brandon Sawyer                    | Paul Cunningham, Jason Dorf & Dylan Holden       | 16 de março de 2020 |
| O amor aos bebês anda em alta, mas as coisas estão para mudar. O Chefinho e sua equipe precisam acabar com a Bebê-Fácil de uma vez por todas.                           |                                   |               |                                   |                                                  |                     |

### 4.ª Temporada (2020)
| N.º | Título                       | Dirigido por  | Escrito por                                      | Storyboard por                                      | Lançamento             |
| --- | ---------------------------- | ------------- | ------------------------------------------------ | --------------------------------------------------- | ---------------------- |
| 1 | "Amarelo 100"                | Pete Jacobs   | Brandon Sawyer                                   | Derek Moore, Gener Ocampo & Darwin Tan              | 17 de novembro de 2020 |
| Recém-nomeado presidente da Baby Corp, o Chefinho tem um plano ambicioso: conquistar 100% de amor aos bebês. Só que agora todo o mundo tem que fazer hora extra!        |                              |               |                                                  |                                                     |                        |
| 2 | "Pyg & Tam"                  | Dan Forgione  | Sarah Katin & Nakia Trower Shuman                | Paul Cunningham, Jason Dorf & Dylan Holden          | 17 de novembro de 2020 |
| O Chefinho declara guerra contra uma nova ameaça: um programa de TV que traz um cabrito de suéter, um tamanduá de chapéu e a cuidadora deles.                           |                              |               |                                                  |                                                     |                        |
| 3 | "Sala de conferências B"     | Matt Whitlock | Tanner Tananbaum                                 | Lynell Forestall, Fred Gonzales & Whitney Martin    | 17 de novembro de 2020 |
| Para levantar o moral da empresa, o Chefinho dá uma festa de cupcakes. Depois, ele manda um gerente ajudar Tim em alguns negócios de família.                           |                              |               |                                                  |                                                     |                        |
| 4 | "Plano de jogo"              | Pete Jacobs   | JD Ryznar                                        | Gener Ocampo, Derek Moore & Darwin Tan              | 17 de novembro de 2020 |
| O mais novo plano do Chefinho é vencer um concurso para mudar o nome do time de futebol da cidade para "Os Bebês".                                                      |                              |               |                                                  |                                                     |                        |
| 5 | "Corujão"                    | Dan Forgione  | Sarah Katin & Nakia Trower Shuman                | Paul Cunningham, Jason Dorf & Dylan Holden          | 17 de novembro de 2020 |
| Depois de conseguir assistir a um filme de gente grande, Tim decide que já está maduro o suficiente para ser adulto. O Chefinho dorme na casa de uma amiga.             |                              |               |                                                  |                                                     |                        |
| 6 | "BCE"                        | Matt Whitlock | Tanner Tananbaum                                 | Lynell Forestall, Fred Gonzales & Whitney Martin    | 17 de novembro de 2020 |
| O grande pesadelo do Chefinho se torna realidade quando um consultor aparece na Baby Corp com ideias malucas. Para piorar, o recém-chegado está de olho na presidência. |                              |               |                                                  |                                                     |                        |
| 7 | "Chicago"                    | Pete Jacobs   | JD Ryznar                                        | Tony Lovett, Derek Moore, Gener Ocampo & Darwin Tan | 17 de novembro de 2020 |
| Em uma viagem à Cidade dos Ventos para visitar Gigi e o Vovô, o Chefinho fica cara a cara com um bebê ambicioso que quer se passar por adulto.                          |                              |               |                                                  |                                                     |                        |
| 8 | "Chefe Bebê"                 | Matt Whitlock | Lynell Forestall, Fred Gonzales & Whitney Martin | Federico Ferrari, Darwin Tan & Gener Ocampo         | 17 de novembro de 2020 |
| O Chefinho está fora para fazer alguns exames médicos e cabe à Staci lidar com três problemões: a dupla Pyg e Tam, o consultor e o Sr. Pulga, o Pug.                    |                              |               |                                                  |                                                     |                        |
| 9 | "Bum, bebê"                  | Dan Forgione  | JD Ryznar                                        | Paul Cunningham, Jason Dorf & Dylan Holden          | 17 de novembro de 2020 |
| O Chefinho descobre um velho plano do Bebê Mega, o Projeto Bum, que pode acabar com os direitos dos bebês.                                                              |                              |               |                                                  |                                                     |                        |
| 10 | "A confusão do Mike Futebol" | Pete Jacobs   | Tanner Tananbaum                                 | Federico Ferrari, Tony Lovett & Darwin Tan          | 17 de novembro de 2020 |
| Sem querer, o Chefinho vende o brinquedo preferido de Tim. Agora, a saída é mobilizar o pessoal da empresa para consegui-lo de volta.                                   |                              |               |                                                  |                                                     |                        |
| 11 | "Reunindo o time"            | Dan Forgione  | JD Ryznar                                        | Paul Cunningham, Jason Dorf & Dylan Holden          | 17 de novembro de 2020 |
| A Baby Corp foi tomada por um conglomerado cruel, mas o Chefinho consegue reunir a equipe. Será eles vão conseguir salvar a empresa? Tim passa o último dia com Danny.  |                              |               |                                                  |                                                     |                        |
| 12 | "Theo 100"                   | Matt Whitlock | Brandon Sawyer                                   | Lynell Forestall, Fred Gonzales & Whitney Martin    | 17 de novembro de 2020 |
| O Chefinho bola um plano para entrar na Baby Corp, expulsar seus inimigos e recuperar a empresa.                                                                        |                              |               |                                                  |                                                     |                        |

## Lançamento
A série estreou sua primeira temporada na Netflix nos EUA em 6 de abril de 2018. A segunda temporada foi lançada em 12 de outubro de 2018. A terceira temporada foi lançada em 16 de março de 2020. Um especial interativo intitulado "The Boss Baby: Get That Baby!" foi lançado em 1º de setembro de 2020. A quarta temporada foi lançada em 17 de novembro de 2020.